# Desmodium craibii
Desmodium craibii är en ärtväxtart som beskrevs av Hiroyoshi Ohashi. Desmodium craibii ingår i släktet Desmodium och familjen ärtväxter. Inga underarter finns listade i Catalogue of Life.